# Franz Ludwig Eugen von Montigny
Freiherr Franz Ludwig Eugen von Montigny (geboren am 4. Mai 1791 auf Schloss Dasburg; gestorben am 28. September 1868 in Bracht; erbländisch-niederländische Bestätigung des Freiherrenstandes vom 21. Februar 1753) war von 1841 bis 1853 preußischer Landrat des Kreises Malmedy.

## Leben

### Herkunft
Franz Ludwig Eugen Freiherr von Montigny wurde zwei Jahre nach der Französischen Revolution geboren und somit drei Jahre vor der Besetzung von Schloss Dasburg durch französische Revolutionstruppen. Auf Schloss Dasburg vertrat der Vater, Karl Otto Benignus Norbert de Ferrand Baron von Montigny, als Kastellan die Rechte des Burgherren Wilhelm V. von Oranien, Graf von Vianden. Seine Mutter war Ernestine Elisabeth Florentine de Ferrand Baronin von Montigny, geborene d’Everlange.
Familie von Montigny besaß Schloss Bracht, das der Großvater von Franz Ludwig Eugen Freiherr von Montigny, Georg Friedrich August de Ferrand von Montigny (geboren am 4. Oktober 1705 in Sankt Vith; gestorben am 6. Februar 1790 auf Schloss Bracht) in den Jahren 1782 bis 1785 errichten ließ.

### 1791 bis 1815
Nachdem der Vater als Folge der französischen Revolution im Jahr 1796 seine Stellung als Burggraf zu Dasburg verlor, die bereits zuvor sein Großvater seit 1735 ausgeübt hatte, zog Familie von Montigny auf Schloss Bracht. Dort erhielt Franz Ludwig Eugen Freiherr von Montigny zunächst Unterricht durch einen Hausgeistlichen. Ab seinem zehnten Lebensjahr wurde er auch außerhalb des elterlichen Hauses durch Geistliche unterrichtet und verbrachte eine Zeit als Gymnasiast in Münstereifel. Mit vollendetem 18. Lebensjahr nahm er dann noch zwei Jahre Privatunterricht in Metz zur Vervollkommnung der französischen Sprache. Vom Militärdienst war er als ältestes Kind und Unterstützer seiner bereits in fortgeschrittenem Alter stehenden Eltern befreit. Er widmete sich dabei vornehmlich der Bewirtschaftung des elterlichen Grundbesitzes in Bracht.

### 1815 bis 1840
Nach dem Übergang der Region an Preußen wurden von Montigny verschiedene Ehrenämter angetragen, darunter als Hauptmann der Bürgermiliz. 1828 übernahm er die Verwaltung der Bürgermeisterei Reuland im Kreis Malmedy, im Folgejahr die benachbarte Bürgermeisterei Thommen. Zugleich war er von 1828 bis 1831 Mitglied der Katasterabschätzungskommission in den Regierungsbezirken Aachen, Trier und Koblenz im Rahmen der Anlage des Preußischen Urkatasters.

### 1840 bis 1853 Montigny als Landrat
Bereits vor dem Abschied des zum 30. Juni 1840 abgetretenen Landrats des Kreises Malmedy, Theodor Freiherr von Negri, waren dessen Absichten bekannt geworden und es setzte ein Wettbewerb um dessen Nachfolge ein. In diesem traten neben Anderen auch der spätere Aachener Oberbürgermeister Johann Contzen, der auch von Juli 1839 bis Januar 1842 im Auftrag seines Dienstherren, der Königlich Preußischen Regierung Aachen dem Landrat als Gehilfe beigegeben worden war und Ernst von Frühbuss hervor.
Kaufmann führt zum weiteren Ablauf aus, das bei der entsprechend der Kreisordnung vom 13. Juli 1827 erforderlichen Präsentationswahl durch die Kreisversammlung am 10. September 1840 überraschend Contzen zum ersten Kandidaten gewählt wurde, Montigny hingegen als zweiter. Auch nach dieser Wahl ergingen Eingaben an höchste Stellen zu Gunsten, sowohl von Contzen als auch Frühbuss. Letztlich gaben die Regierung in Aachen und das Oberpräsidium der Rheinprovinz in Koblenz ihre Vorschläge für eine Nachbesetzung gegenüber dem Innenminister Gustav Graf von Rockow ab. Der Preußische König, Friedrich Wilhelm IV. ordnete zudem am 13. November 1840 die schleunigste Prüfung der Gesuche an. Rochow folgte den aus Aachen und Koblenz eingegangenen Vorschlägen, die eine Besetzung durch von Montigny vorsahen, unter dem Vorbehalt der Ablegung des Landratsexamens, das dieser im November 1841 nachholte, woraufhin der Minister am 26. Dezember 1841 die Übertragung des Amtes an von Montigny verfügte. Romeyk differiert hier (ergänzend) in einzelnen Daten und gibt an, das von Montigny mit Allerhöchster Kabinettsorder vom 6. März 1841 zum neuen Landrat des Kreises Malmedy ernannt worden sei. Die formelle Amtseinführung erfolgte nach diesem erst am 1. März des Folgejahres. In dem Zeitraum bis zur Übernahme der Amtsgeschäfte durch von Montigny, versah Ernst von Frühbuss vom 1. Juli 1840 bis zum November 1841 die Verwaltung des Landratsamts kommissarisch.
Die Familie Montignys bestand bei seinem Amtsantritt neben der Ehefrau Marianne aus zehn Kindern, ihr Hausstand war nicht bedeutend. Über die Wirren der französischen Revolution verarmten die Montignys zusehends. Der Grundbesitz hätte nach den Vorgaben nicht zur Wählbarkeit ausgereicht, bestand er doch bis kurz vor der Wahl nur aus 271 Morgen, ehe er noch 199 Morgen von seinem Bruder hinzukaufte. Ernst von Bodelschwingh als Oberpräsident der Rheinprovinz beantragte daher für ihn eine Dispens, nach der er „als Alteingesessener gelten könne“. Der Oberpräsident stellte ihm bei Ernennung mit 1200 Talern das höchste landrätliche Gehalt in Aussicht, „weil die Teuerung in Malmedy durch seine Lage in äußerst unfruchtbarer Gegend bedingt ist und der Umstand, daß in dem kleinen Orte eine Anzahl reicher Leute wohnt, einen unmittelbaren Landrat in eine schwierige Lage bringt, Montigny aber bei der Besonderheit seines sehr kleinen Vermögens und einer sehrt starken Familie als solcher bezeichnet werden muß“.
Das praktische Wirken Montignys vollzog sich augenscheinlich in bescheidenen Grenzen. Ebenso wie sein Auftreten in der Öffentlichkeit, das auf Grund großer Bescheidenheit von Zurückhaltung gezeichnet war, was den Verlust des direkten Bevölkerungskontakts förderte. Beigetragen haben dürften auch die Folgen eine Erkrankung an den Blattern, die auch ihre bleibenden Spuren im Gesicht hinterlassen hatte. Zudem war er zwar dem Französischen wie Wallonischen mächtig, doch war seine stotternde Aussprache, als weitere Nachwirkung der Blattern, eine Belastung, wenn er vor größeren Personengruppen das Wort ergreifen musste. Da ferner der unter seinem Vorgänger tätige Kreissekretär Wolff nach Berlin versetzt worden und dessen Nachfolger in den praktischen Abläufen und Zusammenhängen des Kreises noch ungeübt und unerfahren war, mehrten sich die Klagen Seitens der Regierung in Aachen betreffend der Erledigung der Amtsgeschäfte. Denn während sich die teils eher praktischen Tätigkeiten in den Bürgermeistereien, betreffend u. a. der Schul- und Wegebauten, zur Zufriedenheit der Aufsichtsbehörde abliefen, so stellte sich doch zunehmend heraus, das Montignys Vorbildung und weitergehende Kenntnisse zur Verwaltung eines Landratsamtes unzureichend waren.

### 1853 bis 1868
Auf Gesuch vom 3. Januar 1853 wurde von Montigny mit Dimissoriale vom 12. März zum 30. April 1853 pensioniert. Sein Ruhegehalt belief sich auf 525 Talern, wobei die im Bürgermeistereidienst verbrachten 14 Jahre voll mit angerechnet wurden. Auf ihn folgte wiederum Ernst von Frühbuss, der 1841 Schloss Wallerode in Besitz genommen hatte, das Geburtshaus von Montignys Großmutter, Anna Johanna Ferrant von Montigny, geborene von Baring zu Wallerode (gestorben am 8. Februar 1743, 35-jährig). Frühbuss, bei der Wahl 1840 sein Gegenkandidat und schließlich 1853 sein Nachfolger anerkannte Montignys „Herzensgüte, Gefälligkeit und Anspruchslosigkeit“. Von Montigny kehrte auf Schloss Bracht zurück, wo er fortan darum bemüht war, die Verluste aus seiner Malmedyer Zeit – welche er selbst auf mehr als 5000 Taler bemaß – aufzuholen. Ungeachtet seiner früheren Position als Landrat legte er selbst aller Orten Hand an, sei es beim Beschlagen der Pferde, dem Ausbessern des Geschirrs oder beim Drechseln, lag ihm diese Arbeit doch nach der Überlieferung wohl mehr als die Büroarbeit. Als er starb, hinterließ er neben seiner Witwe sechs Söhne und drei Töchter.

## Familie
Der Katholik Franz Ludwig Eugen Freiherr von Montigny heiratete am 20. November 1816 in Reuland Maria Anna Josepha Antonetta, genannt Marianne van der Maesen (geboren ca. 1793 in Jupille; gestorben am 30. Juni 1875 in Bracht), eine Tochter des Gutsbesitzers Dieudonné Joseph Ignatz van der Maesen und dessen Ehefrau Anna Franziska Antonetta van der Maesen, geborene d’Everlange. Aus der Ehe gingen zehn Kinder hervor, darunter sieben Söhne. Die Familie verarmte, Schloss Bracht musste verkauft werden, was zur Aufteilung des Besitzes auf die Pfarrei Reuland und Private führte.